# Lukendeckel
Lukendeckel werden zum Verschließen von Luken eingesetzt. In der Hauptsache bezieht sich der Begriff auf Deckel, mit denen die Laderaumluken von See- und Binnenschiffen gegen das Eindringen von Wasser verschlossen werden. Daneben beschreibt der Begriff auch jede Art von festen Verschlussdeckeln oder Wartungsklappen über kleineren Luken, Mannlöchern und Einstiegen sowie wasser- und staubdichte flexible Materialien, mit denen Kajak-Sitzbereiche beim Transport oder in Lagerung verschlossen werden.

## Aufgaben

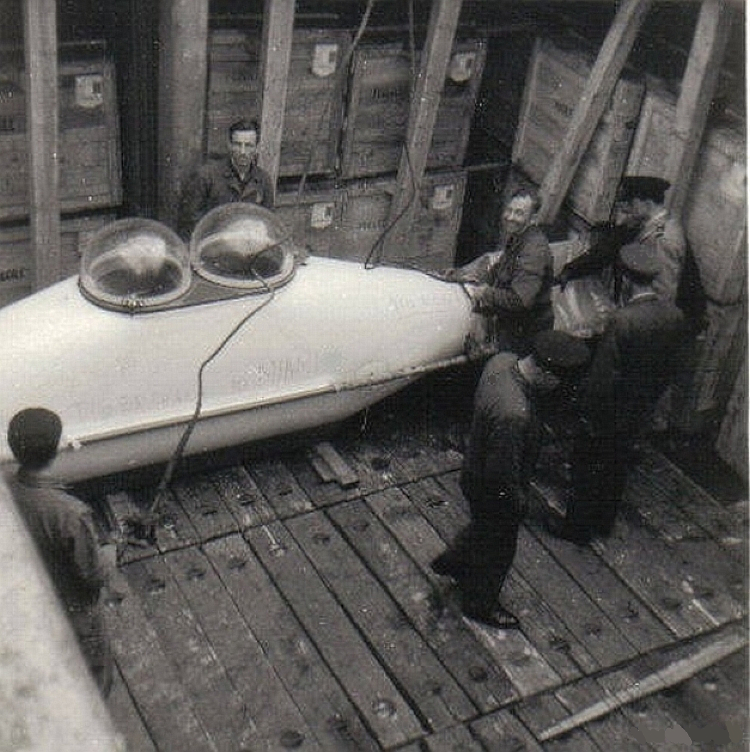
Stückgut Spezialfracht, Holzlukendeckel im Zwischendeck (1964)

Lukendeckel schützen die Schiffs- und Boot-Öffnungen vor dem Eindringen vor allem von Wasser. Dazu müssen sie auf Seeschiffen so konstruiert sein, dass sie zum einen wasserdicht sind und auch Seeschlag aushalten können (seefest verschlossen), zum anderen sollen sie bei Bedarf auch fähig sein, eine ausreichende Menge Deckslast aufzunehmen. Auf Binnenschiffen werden im Allgemeinen leichtere Lukenkonstruktionen verwendet, da ein Schutz gegen Niederschlag und Spritzwasser hier ausreichend ist.

## Holzlukendeckel
Bis in die 1950er Jahre bestand die Standardlukenabdeckung sowohl bei kleineren See-, als auch bei Binnenschiffen aus Scherstöcken (auf Binnenschiffen Scherbaum genannt) mit Holzlukendeckeln und einer Abdeckung aus Persenningen. Die Scherstöcke dienen als Querträger zwischen beiden Seiten des Lukensülls und können zum Öffnen der Luke aus dem Weg geschoben oder gehoben werden. Die eigentliche Lukenabdeckung besteht aus längschiffs liegenden hölzernen Lukendeckeln, die auf den querschiffs liegenden Scherstöcken und den inneren Süllkanten aufliegen. Als seewasserdichte Abdeckung werden ein bis drei Lagen Persenning aufgebracht. Die überstehenden Persenningränder werden an den äußeren Süllkanten umgeschlagen und seitlich mit Schalklatten, an Vor- und Achterkante mit Verschlusslatten sowie Lukenkeilen gesichert. Ergänzend sei erwähnt, dass Holzlukendeckel bei Schiffen in der Stückgutfahrt als Abdeckung in den Zwischendecks bei Neubauten auch noch nach 1950 ihre Verwendung fanden; siehe Foto MS Illstein; Baujahr 1959. Ansonsten war das Prinzip der Scherstöcke als Querträger ~ wie oben beschrieben ~ auch in den Zwischendecks gegeben.

## Stahllukendeckel
Stahllukendeckel werden seit den 1920er Jahren entwickelt und seit den 1930er Jahren verbaut. Ein Beispiel für ein Schiff aus der Anfangszeit solcher Lukendeckel ist die Nordcoke. Schon seit dem 1. Januar 1940 waren stählerne Lukenabdeckungen für deutsche Seeschiffsneubauten vorgeschrieben (für kleinere Schiffe konnten Ausnahmegenehmigungen der See-Berufsgenossenschaft beantragt werden), in großem Umfang haben sich stählerne Lukenabdeckungen aber erst in den 1950er Jahren durchgesetzt, wobei bis in die frühen 1960er Jahre, insbesondere auf Küstenmotorschiffen, noch vereinzelt Holzdeckel verbaut wurden. Im Laufe der Entwicklung setzten sich im Wesentlichen folgende Konstruktionen durch:

### Lukentafeln

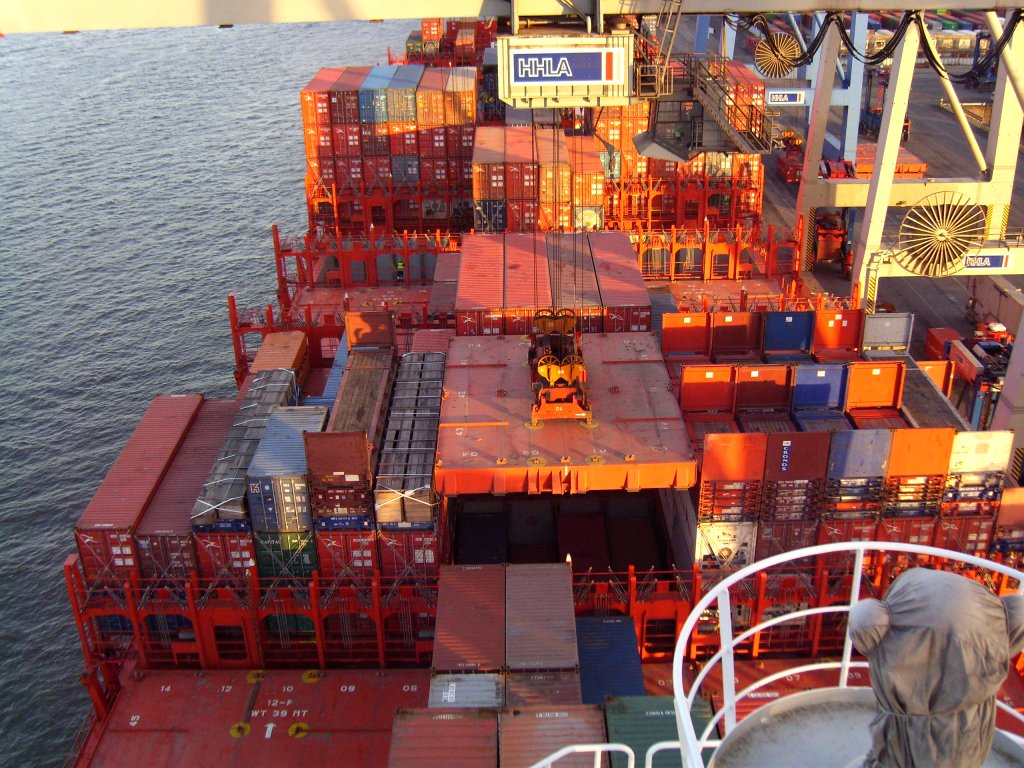
Ponton-Lukendeckel auf der Monte Rosa

Zu Beginn der Umstellung der hölzernen auf stählerne Lukenabdeckungen wurden häufig stählerne Lukentafeln verbaut. Dieses waren querschiffs von Lukensüll zu Lukensüll reichende Abdeckungen, die weiterhin auf Scherstöcken auflagen und recht unhandlich beim Öffnen und Schließen der Luken waren, da sie nur mit dem Ladegeschirr bewegt werden konnten. Auch die Abdichtung gegen den Eintritt von Seewasser geschah noch durch das Aufbringen von ein bis drei Lagen Persenningen.

### Pontonlukendeckel
Da die Lukentafeln beim Stauen an Deck sehr viel Platz wegnahmen, entwickelte man einzelne Pontonlukendeckel, die komplett von einem Kran oder Ladegeschirr herausgehoben und schwimmend neben dem Schiff gelagert werden konnten. Anfangs wurden Pontondeckel noch separat gegen das Eindringen von Wasser abgedichtet, später wurden festeingebaute Gummidichtungen verwendet. Dieses System (allerdings ohne schwimmende Deckel) hat sich auf mittleren und großen Containerschiffen heute als Standard durchgesetzt. Die Pontondeckel werden während des Containerumschlags in der Regel an Land oder auf einer speziellen Vorrichtung an der Containerbrücke gelagert.

### Schiebeluken

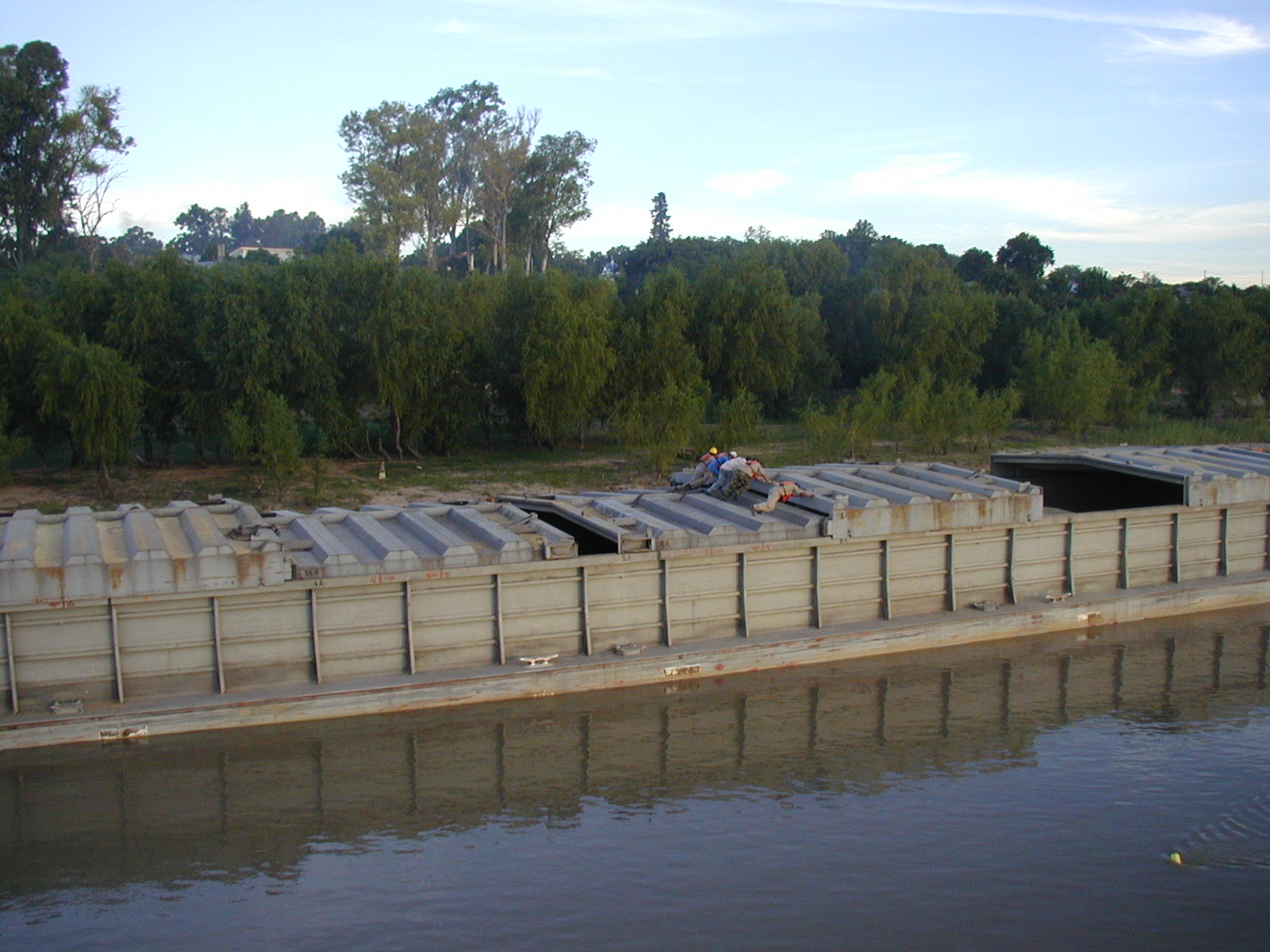
Schiebe-Lukenabdeckung

Rollbare Lukenabdeckungen, deren einzelne Rolldeckel sich übereinander verschieben lassen, haben sich besonders in der Binnenschifffahrt bewährt. Auf ihnen kann in der Regel keine oder allenfalls nur sehr geringe Deckslast gefahren werden.
Auf großen Massengutschiffen finden sich häufig mittschiffs geteilte, seitlich öffnende Schiebeluken.

### Stapelluken (Piggy-Back-System)
Um die Lukentafeln besser bedienen zu können und um sie auch auf Schiffen ohne eigenes Ladegeschirr einsetzen zu können, fasste man die Lukentafeln zu stapelbaren Lukeneinheiten zusammen, die mit einem sogenannten Lukenwagen angehoben, verfahren und aufeinander gestapelt werden konnten. Eine andere Variante sind rollbare Lukendeckel, die am Lukenende mit hydraulischen Stempeln soweit angehoben werden, dass der jeweils nächste Deckel unter den ersten gefahren werden kann usw. Für dieses System bürgerte sich an Bord der Name Piggy-Back-System ein.

### MacGregor-System

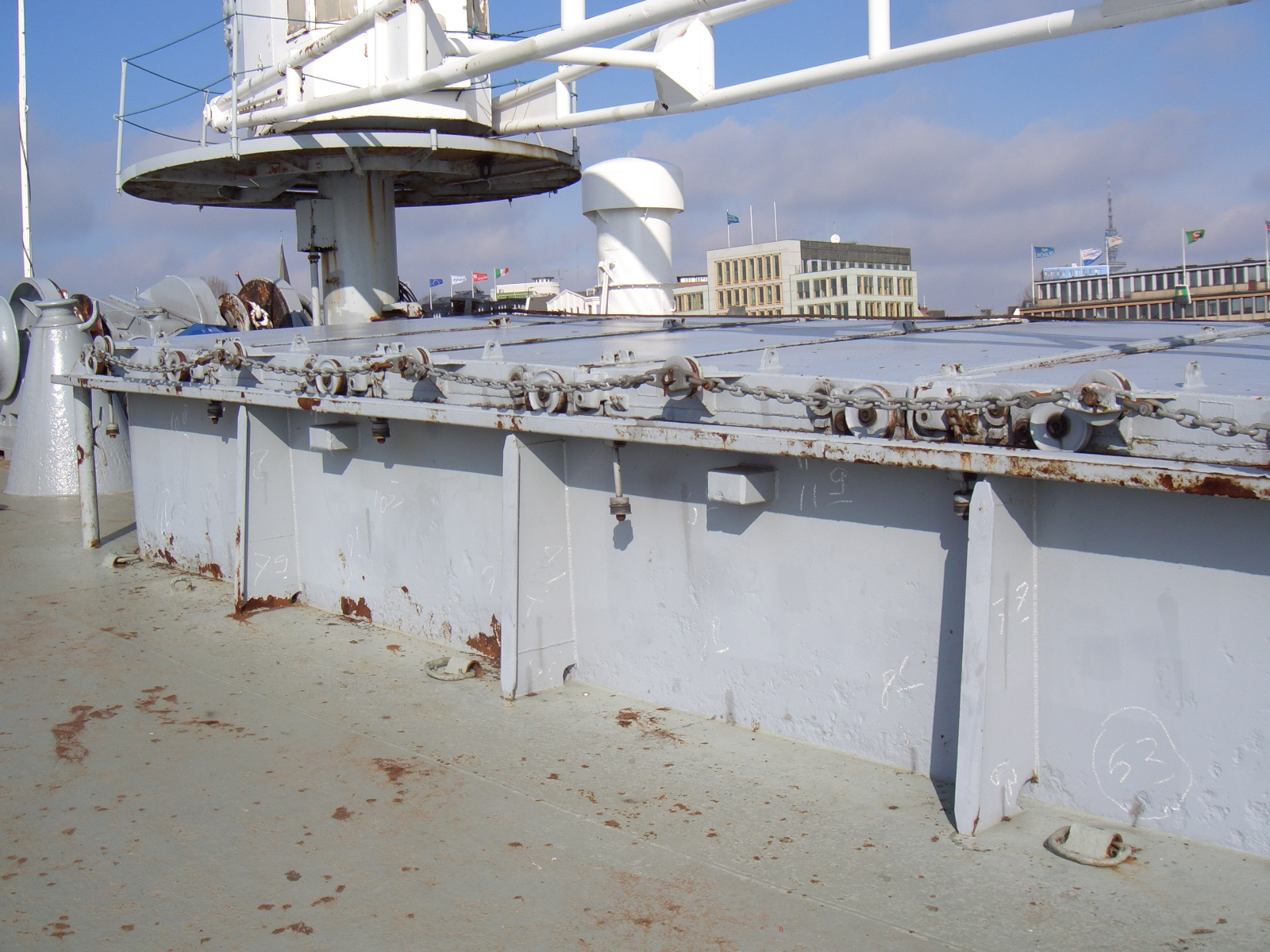
MacGregor-Lukenabdeckung

In den 1920er und 1930er Jahren entwickelten die Brüder Robert und Joseph MacGregor aus Whitley Bay in Northumberland das Single-Pull-Lukenabdeckungssystem. Es entwickelte sich seit den 1950er Jahren zur meistverwendeten Lukenabdeckung und konnte bis zur Einführung der Containerschiffe, auf denen meist Pontondeckel oder Faltlukendeckel verwendet wurden, als Standard-Lukenabdeckung gelten.
Das MacGregor-Single-Pull-System besteht aus rollbaren stählernen Deckelteilen mit eingebauten Gummidichtungen, die seitlich mit einer Kette verbunden sind. Zum Öffnen der Luke wird das entfernte Ende der Lukendeckel mit einem Drahtseil aufgezogen. Das gezogene Deckelteil schiebt alle anderen vor sich her. Die Lukenteile laufen am Ende der Luke auf eine Rampe und stellen sich dort hintereinander senkrecht und platzsparend in eine sogenannte Lukentasche. Das Schließen geschieht in umgekehrter Manier. Der Drahtläufer wird wieder am letzten Deckelteil angeschäkelt. Die Ketten ziehen dabei das jeweils nächste Deckelteil aus seiner Position in der Lukentasche.
Die Vorteile des Systems lagen im einfachen, wartungsarmen und platzsparenden Aufbau sowie in der schnellen Bedienung der Lukendeckel. Benötigte die Decksmannschaft zum Öffnen oder Schließen einer Luke mit Holzlukendeckel etwa ein bis zwei Stunden, so reduzierte das MacGregor-System diese Arbeit auf wenige Minuten.

### Faltlukendeckel

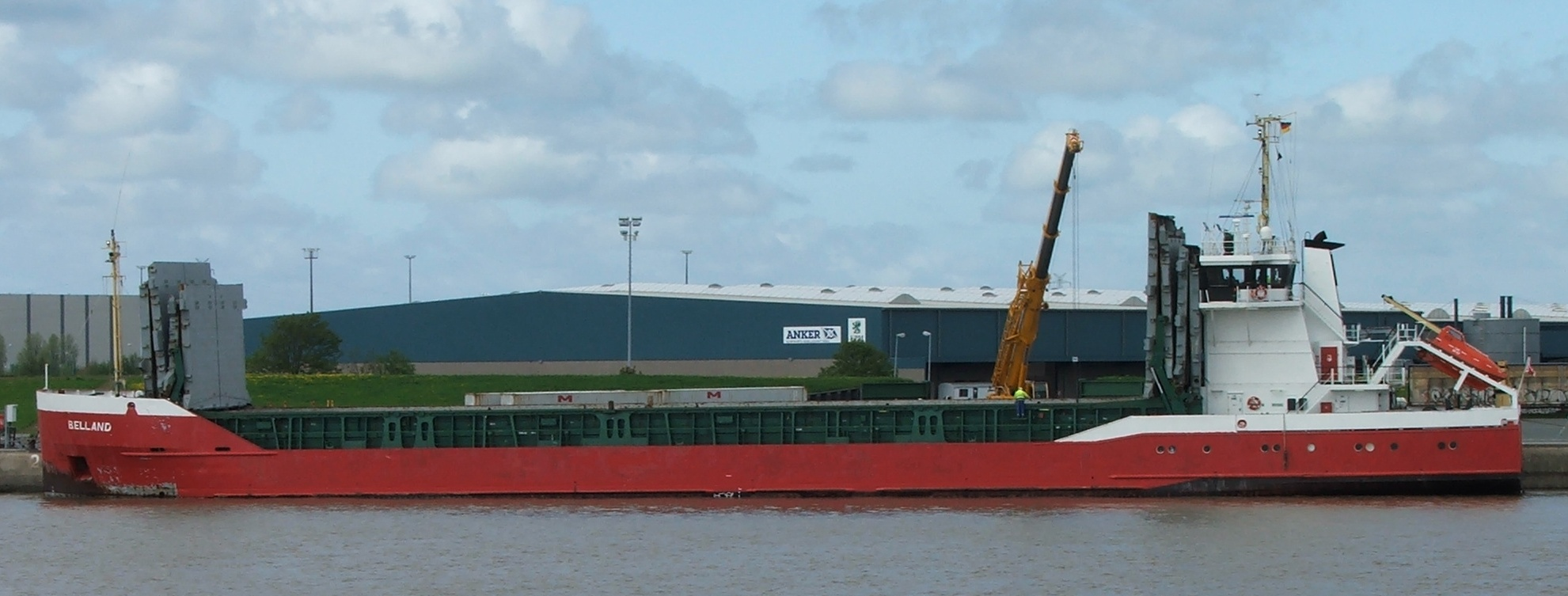
Kümo mit geöffneten Faltlukendeckeln

Falt- oder Klapplukendeckel werden wahlweise mit hydraulischen Stempeln, mit in die Lukendeckel integrierten hydraulischen „Power-Packs“ oder mit Seilzügen aufgefaltet, wobei sie zunächst eine Zeltform bilden und ihre Ruheposition schließlich senkrecht stehend mit den Unterseiten gegeneinandergeklappt am Lukenende finden. Obwohl der Faltlukendeckel bei der Einführung der Stahllukendeckel zu den frühesten Konstruktionen zählte, setzte er sich erst mit Beginn der Containerisierung in großem Umfang durch. Heute ist der Großteil kleinerer Seeschiffe mit einer Faltlukenkonstruktion ausgerüstet.

### Aufrolllukendeckel
Eine seltener verwendete Art der Lukenabdeckung stellt der Aufrolllukendeckel dar. Dort werden gelenkig miteinander verbundene Deckelelemente mit einer motorgetriebenen Spindel oder Haspel aufgewickelt. Als Pionierkonstruktion dieser Bauart gilt die „Ermanns-Rollluke“, eine andere Konstruktion dieser Art war die „MacGregor-Rolltite“-Lukenabdeckung.

## Lukendeckellose Schiffe (Open-Top-Containerschiff)
1990 wurde mit der Bell Pioneer das weltweit erste Seegehende Containerschiff ohne Lukendeckel gebaut. Später gab es eine Reihe weiterer Entwürfe dieses Konstruktionsprinzips, von denen aber nur wenige Feederschiffstypen der Hamburger Werft J. J. Sietas in größeren Stückzahlen produziert wurden. Aus Sicherheitsgründen besitzen lukendeckellose Schiffe eine größere Seitenhöhe und wirkungsvolle Lenzsysteme.

## Lukendeckel für Kajaks
Hierbei handelt es sich um ovale imprägnierte Stoffe mit Gummirand, die über den Sitzeinstieg des Bootes gespannt werden, damit kein Schmutz oder Regen eindringen kann und beim Transport weniger Luftwiderstand entsteht. Auch für große offene Canadier-Boote sind entsprechend große Spann-Abdeckungen einsetzbar.